# Muerte de Jordan Neely
El 1 de mayo de 2023, Jordan Neely (18 de diciembre de 1992 - 1 de mayo de 2023), un afroestadounidense de 30 años e imitador de Michael Jackson, fue estrangulado por un ex infante de marina de 24 años mientras viajaba en el tren F del Metro de Nueva York, luego de que según testigos Neely se mostrara agitado y amenazara a los pasajeros.
El juicio de Penny comenzó en octubre de 2024 y concluyó en diciembre de 2024. El cargo de homicidio preterintencional fue desestimado a petición de la fiscalía después de que el jurado llegó a un punto muerto, mientras que fue absuelto del cargo restante de homicidio negligente.

## Antecedentes
Diez personas fueron asesinadas en el metro de Nueva York en 2022; durante el quinquenio precedente el promedio fue de dos por año.  Entre otros numerosos reportes de personas empujadas a los rieles, en 2022 la banquera Michelle Go murió arrollada por un tren al ser empujada por un indigente con antecedentes violentos y psiquiátricos.
Al momento de su muerte, Neely contaba con una orden judicial de arresto por un reciente crimen, y un juez le había asignado alojamiento y tratamiento el 9 de febrero anterior por su condición de sin techo que duraría 15 meses, pero abandonó el lugar a los 13 días. Desde 2019 hasta el momento de su muerte, estuvo incluido en lo que se conocía informalmente como la «Top 50», una lista mantenida por la ciudad de personas sin hogar consideradas las más necesitadas de asistencia y tratamiento, al que a menudo presentan resistencia. A punto de salir de una estación de metro a fines del 2021, a una mujer de 67 años le habían quebrado la nariz, fracturado el hueso orbital, y dejado con contusiones atrás de la cabeza.  El atacante fue Jordan Neely.

## Incidente
Según los testigos, Neely actuaba de forma "hostil y errática" mientras gritaba que tenía hambre y sed, declarando "No me importa morir.  No me importa ir a la cárcel."  Arrojó basura a los pasajeros.  No obstante, no atacó a nadie físicamente, aparte, esto es, de tirarles basura y comida dentro de los confines del vagón de metro. En respuesta, un ex infante de marina, asistido por otras dos personas, abordó a Neely, y lo estranguló durante 6 minutos hasta que quedó inconsciente. Seguidamente, Neely fue trasladado al Lenox Hill Hospital, donde fue declarado muerto. De acuerdo con algunas fuentes, cuando se intentó reanimar a Neely dentro del vagón de metro éste ya estaba muerto. La policía detuvo al ex infante de marina para interrogarlo, siendo puesto en libertad sin cargos posteriormente. Actualmente, el incidente está siendo investigado por el fiscal del distrito de Manhattan, Alvin Bragg. El 3 de mayo, la oficina forense dictaminó que la muerte de Neely fue un homicidio, declarando que murió por "compresión del cuello".

## Involucrados

### Jordan Neely
Neely, de 30 años, había sido arrestado 42 veces y había vigente una orden de arresto para su captura.  En 2021 agredió a una mujer de 67 años, quebrándole la nariz y causándole fractura ósea en la cavidad orbitaria.  En 2015 se le acusó de intento de secuestro de una niña de 7 años; confesó el delito de arriesgar el bienestar de un menor y cumplió condena carcelaria.  En 2010 amenazó de muerte a su abuelo.  Se le había arrestado tres veces por agredir a pasajeras del metro.

### Juan Alberto Vázquez
Vázquez es periodista por contrato.  Declaró que el incidente duró siete minutos, de los cuales grabó en vídeo unos cuatro.

## Reacciones
El incidente fue comparado con la muerte de Eric Garner, que llevó a la policía de Nueva York a prohibir que los agentes practicaran el enganche de sofocación durante los arrestos. A través de Twitter, la senadora por el estado de Nueva York Julia Salazar manifestó que "Un hombre llamado Jordan Neely fue asfixiado hasta la muerte públicamente en el metro esta semana mientras la gente miraba e incluso vitoreaba. Esto es horroroso. La constante demonización de los pobres y de las personas con problemas de salud mental en nuestra ciudad permite esta barbarie. Está enfermando nuestra ciudad". La gobernadora del estado de Nueva York Kathy Hochul afirmó que la muerte de Neely fue "profundamente perturbadora". La representante Alexandria Ocasio-Cortez escribió que "Jordan Neely fue asesinado... mientras muchos en el poder demonizan a los pobres, el asesino es protegido... Es repugnante". Dos días después de la muerte de Neely, se celebró una vigilia en su honor en la estación de Broadway-Lafayette, la cual se convirtió en protesta exigiendo la detención e imputación del ex marine de 24 años que estranguló a Neely.